# Thajský záliv
Thajský záliv nebo Záliv Siam (thajsky อ่าวไทย Ao Thai) je záliv v jihovýchodní Asii. Zabírá asi 320 000 km², největší hloubka okolo 85 metrů. Nižší slanost (3 − 3,25 %) a množství sedimentů zajišťuje mnoho řek, které se do něj vlévají.